# Nhà hát Adam Mickiewicz ở Cieszyn
Nhà hát Adam Mickiewicz (tiếng Ba Lan: Teatr im. Adama Mickiewicza) là một nhà hát nằm tại Quảng trường Nhà hát ở Thành phố Cổ ở Cieszyn, Ba Lan.

## Lịch sử
Ý tưởng xây dựng một nhà hát đã được đưa ra vào mùa xuân năm 1902. Một nhóm công dân giàu có của Cieszyn đã gặp nhau tại Nhà Đức theo sáng kiến của một thành viên của hội đồng thành phố, Franz Bartha, và thành lập Hội Xây dựng Nhà hát (tiếng Đức: Der Theater-Bau-Verein). Hội đồng của hiệp hội bao gồm: F. Bartha (chủ tịch), Thomas Lenoch, Leopold Widenka và Johann Struhal. Một phó thị trưởng, sau này là thị trưởng Rudolf Bukowski  cũng được bầu để trở thành thành viên của hội. Sau khi hiệp hội được thành lập, việc gây quỹ được bắt đầu giữa những người Đức giàu có ở địa phương. 35% số tiền cần thiết đã được huy động. Một lô đất tại vị trí của các doanh trại cũ đã được chọn. Một thiết kế đã được chuẩn bị bởi các kiến trúc sư người Viên - Ferdinand Fellner và Hermann Helmer, người đã thiết kế 48 nhà hát ở Viên, Berlin, Toruń và Lańcut. Việc xây dựng nhà hát được thực hiện bởi công ty của Eugen Fulda từ Cieszyn được hỗ trợ bởi một doanh nhân ở Berlin và Viên, Hugo Baruch, có kinh nghiệm trong việc xây dựng các sân khấu nhà hát và công ty Pittel & Brausewetter của Viên 

## Kiến trúc

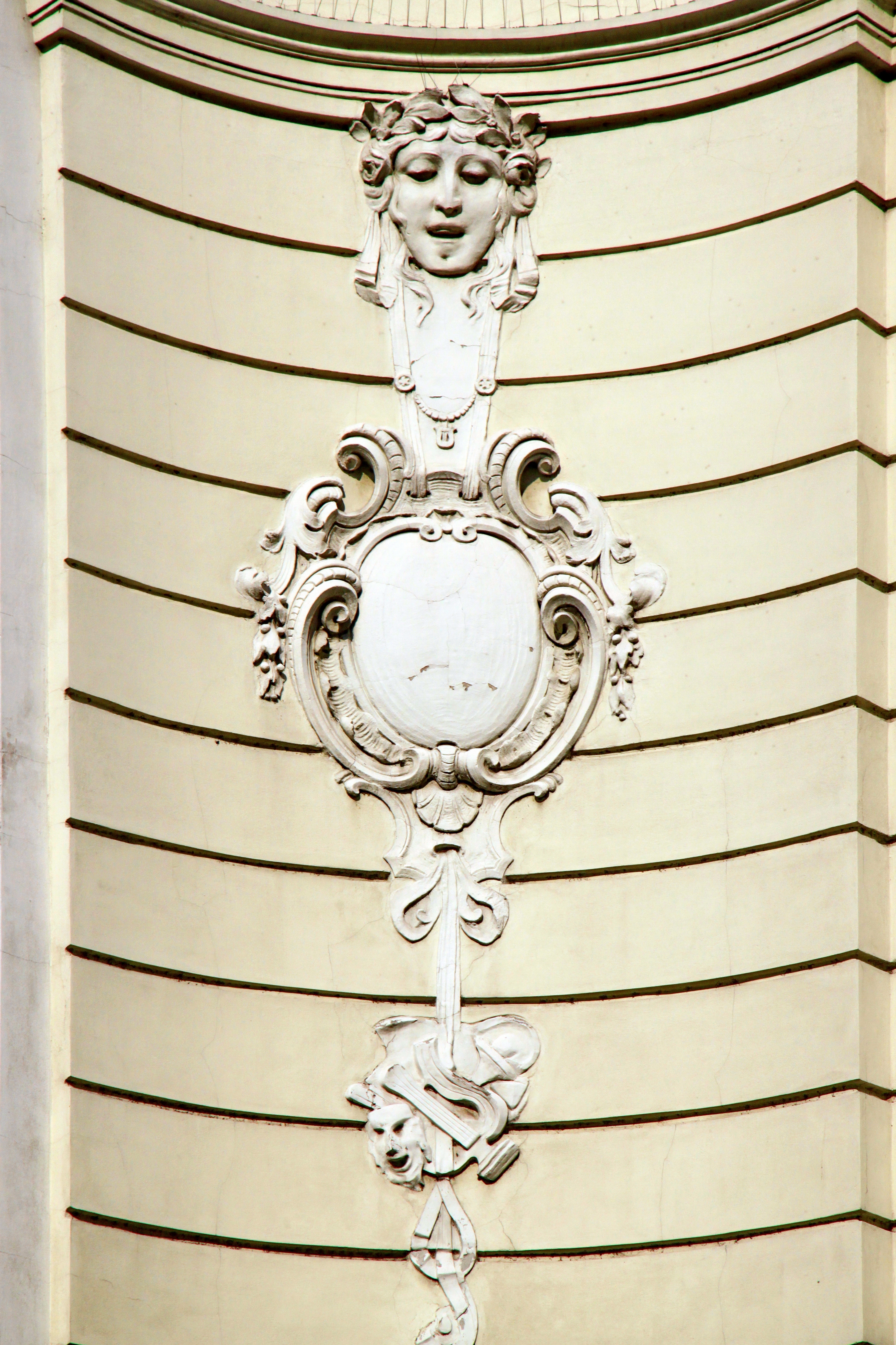
Chi tiết bức phù điêu trên mặt tiền nhà hát

Tòa nhà được bao phủ bởi một mái nhà 4 mặt với những cửa mái và một tháp pháo. Tiền sảnh nối với ba cổng hình bán nguyệt trên đó các cửa sổ được trang trí bởi các bệ cửa sổ và các phiến đá trầm tích.
Trong sảnh của nhà hát, có một tấm biển tưởng niệm những người khởi xướng việc xây dựng nhà hát - Franz Barth và Johann Struhal.
Nhà hát có âm thanh tuyệt vời - một tiếng thì thầm từ sân khấu được nghe ở hàng thứ chín trên ban công thứ hai, chỗ ngồi của những người bắt âm thanh trong rạp hát hình vỏ sò. Vị trí có khả năng nghe tốt nhất được xác định ở hàng thứ năm của tầng trệt.

## Hoạt động
Một trong những sự kiện định kỳ trong nhà hát từ năm 1989 là Liên hoan Sân khấu Quốc tế Tại Biên giới (hiện không có Biên giới), được tổ chức bởi Hiệp hội Đoàn kết Ba Lan-Séc-Slovak.